# Сбытов, Николай Александрович
Николай Александрович Сбытов (16 декабря 1905 года, Москва — 5 февраля 1997 года, Москва) — советский военный деятель, Генерал-лейтенант авиации (1943 год).
Депутат Верховного Совета РСФСР (1947 год), кандидат военных наук (1952 год).

## Начальная биография
Николай Александрович Сбытов родился 16 декабря 1905 года в Москве.

## Военная служба

### Довоенное время
В августе 1926 года был призван в ряды РККА и направлен на учёбу в Военно-техническую школу спецслужб ВВС РККА, после окончания которой в апреле 1928 года стал служить в этой же школе на должностях техника по радио и инструктора-летчика лётного отряда.
После окончания экстерном Военной школы летнабов в декабре 1929 года был назначен на должность старшего летнаба 30-й авиаэскадрильи (Московский военный округ), а с сентября 1931 года служил в Управлении ВВС Московского военного округа на должностях начальника связи, помощника начальника штаба и начальника оперативно-разведывательного отдела, а с марта 1933 года — на должностях начальника штаба и командира авиационного отряда 118-й авиаэскадрильи.
В 1934 году окончил 1-ю военную школу лётчиков имени А. Ф. Мясникова и в марте 1936 года был назначен на должность командира 92-го учебного тренировочного отряда, в июне 1937 года — на должность командира 34-й разведывательной авиаэскадрильи специального назначения, в декабре — на должность инспектора по технике пилотирования Управления ВВС Московского военного округа, а в мае 1938 года — на должность командира 34-го авиационного полка (57-я авиационная бригада).
В октябре 1938 года Сбытов был направлен на Высшие оперативные курсы при Академии Генштаба РККА, после окончания которых в мае 1939 года был назначен на должность командира 57-й авиационной бригады, затем — на должность командующего истребительной авиацией ПВО Москвы. Принимал участие в походе в Западную Украину и в советско-финской войне.
В августе 1940 года был назначен на должность командира 24-й авиационной дивизии, в ноябре — на должность заместителя командующего, а в мае 1941 года — на должность командующего Управления ВВС Московского военного округа.

### Великая Отечественная война
С началом войны Сбытов командовал мобилизационным развертыванием ВВС округа и боевыми действиями истребительной авиации, защищавшей Москву.
С октября 1941 года из-за выхода противника к Москве Сбытов, оставаясь на должности командующего ВВС Московского военного округа, был назначен на должность командующего авиагруппы Московской зоны обороны, которая принимала участие в боевых действиях в ходе Вяземской, Можайско-Малоярославецкой, Тульской, Клинско-Солнечногорской оборонительных операций, а также поддерживала боевые действия курсантских батальонов Подольских училищ на рубеже реки Угра у Юхнова и 5-ю армию, оборонявшую Можайск. После начала контрнаступления авиагруппа принимала участие в боевых действиях в ходе Клинско-Солнечногорской, Тульской, Калужской и Ржевско-Вяземской наступательных операций, а также при освобождении городов Истра, Солнечногорск, Клин, Волоколамск, Наро-Фоминск, Калуга, Малоярославец, Боровск и Можайск. После окончания битвы за Москву Сбытов продолжил командовать ВВС Московского военного округа.

### Послевоенная карьера
После окончания войны Сбытов находился на прежней должности.
В январе 1948 года был направлен на учёбу на авиационный факультет Высшей военной академии имени К. Е. Ворошилова, который в ноябре 1949 года окончил с золотой медалью и назначен на должность начальника кафедры ВВС и ВДВ Военной академии бронетанковых и механизированных войск, в мае 1953 года — на должность заместителя начальника и старшего преподавателя кафедры стратегии Высшей военной академии имени К. Е. Ворошилова, а в январе 1969 года — на должность начальника этой кафедры.
Генерал-лейтенант Николай Александрович Сбытов в мае 1973 года вышел в отставку. Умер 5 февраля 1997 года в Москве.

## Награды
СССР и РФ
- Орден Жукова (6 сентября 1996 года)[2];
- Три ордена Ленина (22.02.1943, 16.05.1947, 19.11.1951);
- Три ордена Красного Знамени (28.10.1941, 05.11.1946, 30.12.1956);
- Два ордена Отечественной войны 1 степени (19.08.1944, 06.04.1985);
- Три ордена Красной Звезды (22.02.1941, 03.11.1944, 14.05.1970);
- Медали СССР и РФ

МНР
- Орден Полярной звезды (06.07.1971);
- Медаль «30 лет Халхин-Гольской Победы» (15.08.1969)